# جون إدغار
جون إدغار (بالإنجليزية: John Edgar)‏ هو سياسي أمريكي، ولد في 1750، وتوفي في 1832.